# ゴルフ場利用税
ゴルフ場利用税（ゴルフじょうりようぜい）とは、日本の地方税法（昭和25年7月31日法律第226号）に基づき、ゴルフ場の利用者に対し、1日ごとに定額で、ゴルフ場の所在する都道府県が課する日本の租税である（地方税法4条2項6号、75条以下、1条2項）。

## 概説
ゴルフ場利用税は、都道府県税であるが、税収の7割はゴルフ場が所在する市町村（特別区を含む）に交付することとされており（地方税法103条）、財源の乏しい市町村の貴重な財源となっている。なお、ゴルフ練習場の利用は、課税対象とはならない。
ゴルフ場利用税の課税の理由は、一般的に次のように説明されている。
1. 応益税 - ゴルフ場に係る開発許可、道路整備などの行政サービスは、専らゴルフ場の利用者に帰属することから、ゴルフ利用者にこれらの費用を負担させようとする考え方。
2. 贅沢税 - ゴルフ場の利用は、日本においては、他のレジャーに比べて費用が高い。ということは、利用者にはより高い担税力があるとする考え方。

後述のとおり納税義務者はゴルフ場利用者であり、ゴルフ場経営者は特別徴収義務者にすぎないが、一般的に間接税に分類されている。

## 合憲性
ゴルフ場利用税の前身にあたる娯楽施設利用税の1つとしてゴルフ場の利用に課税されていた際、娯楽施設の1つとされたゴルフ場と他のスポーツ施設利用者との間に税負担の公平性を欠き平等原則に反するという主張がされたが、最高裁判所は平等原則に反するとはいえないとした裁判例がある。
1989年（平成元年）、消費税の導入により、物品税と同様に娯楽施設利用税は廃止されたが、ゴルフ場の利用についてはゴルフ場利用税と名称を変えて残された。

## 課税要件等

### 課税客体
ゴルフ場利用税は、ゴルフ場の利用に対して課税される（地方税法75条）。
ここでいう「ゴルフ場」とは、「ホールの数が18ホール以上であり、かつ、コースの総延長をホールの数で除して得た数値（以下「ホールの平均距離」という。）が100メートル以上の施設（当該施設の総面積が10万平方メートル未満のものを除く。）及びホールの数が18ホール未満のものであっても、ホールの数が9ホール以上であり、かつホールの平均距離がおおむね150メートル以上の施設」をいう（地方税法の施行に関する取扱いについて（道府県税関係）7章1）。
したがって、ゴルフコースが9ホール未満のゴルフ場であれば、ゴルフ場利用税の課税対象から外される。

### 納税義務者
ゴルフ場利用税は、ゴルフ場の利用者に対して課する（地方税法75条）。
ただし、次の者のゴルフ場の利用にはゴルフ場利用税を課することができない。
- 年齢18歳未満の者がゴルフ場の利用を行う場合（同法75条の2第1号）
- 年齢70歳以上の者がゴルフ場の利用を行う場合（同条2号）
- 障害者[注釈 1]がゴルフ場の利用を行う場合（同条3号）
- 国民体育大会のゴルフ競技に参加する選手がそのゴルフ競技（公式練習を含む。）としてゴルフを行う場合（同法75条の3第1号）
- 学生、生徒、児童、これらの者を引率する教員が学校の教育活動としてゴルフを行う場合（同条2号）

この非課税制度は、その対象となる利用者が、これらの条件のいずれかを満たすことを証明する場合に限る。

### 税率
ゴルフ場利用税の標準税率は、1人1日につき800円である（地方税法76条1項）。また、1人1日につき1200円を超える税率を課することはできない（同条2項）。前記の条件を満たせば、ゴルフ場の整備の状況等に応じて、ゴルフ場利用税の税率に差等を設けることができる（同条3項）。

### 特別徴収
ゴルフ場利用税の徴収は、特別徴収の方法による（地方税法82条）。ゴルフ場利用税は、ゴルフ場の経営者その他徴収の便宜を有する者を都道府県の条例によって特別徴収義務者として指定し、これに徴収させなければならない（同法83条1項）。

### 交付金
都道府県は、ゴルフ場の所在する市町村に対し、都道府県に納入されたそのゴルフ場に係るゴルフ場利用税の額の10分の7に相当する額を交付する（地方税法103条）。